# Raffay Dávid

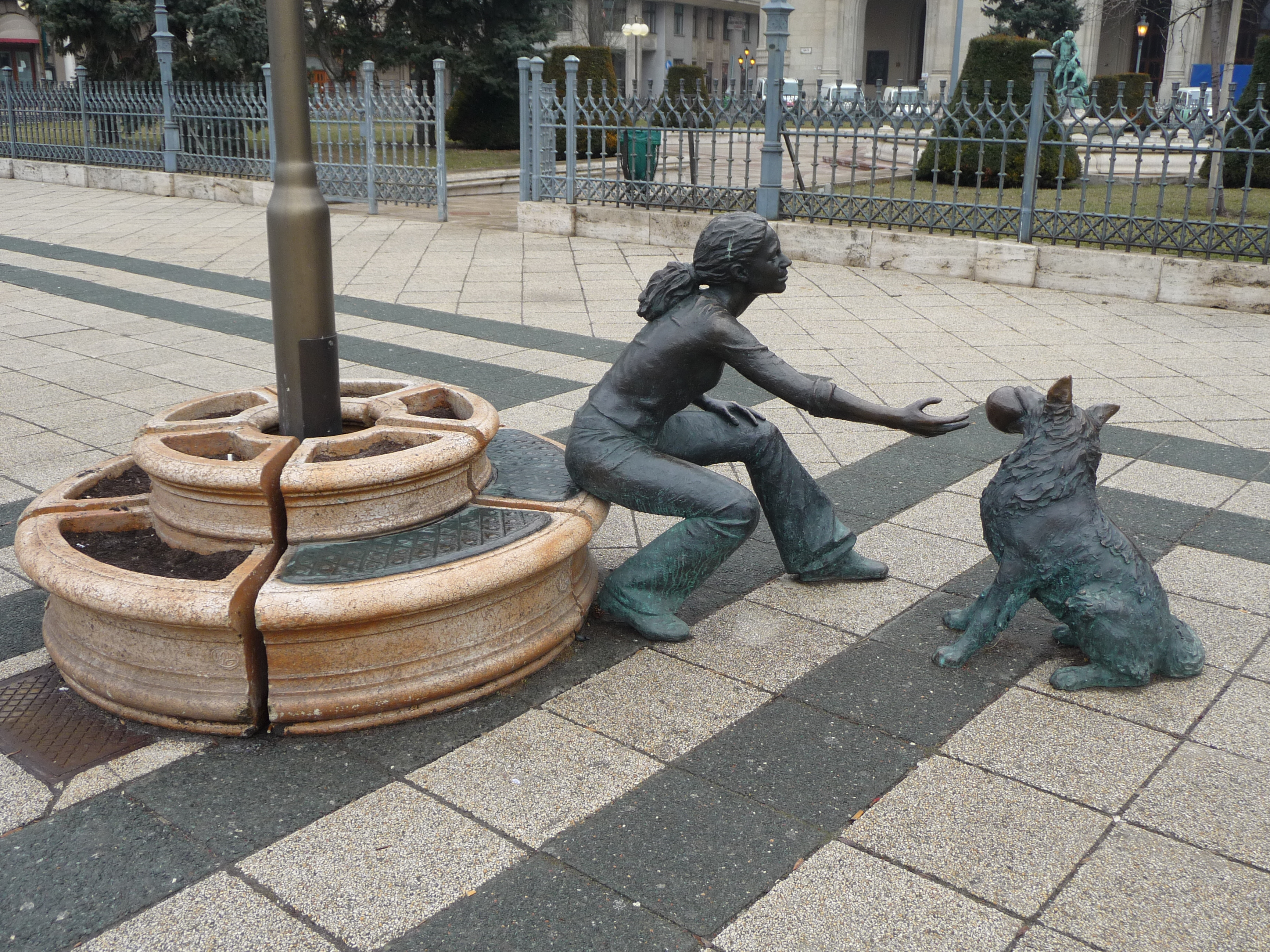
Kutyás lány (Budapest, Vigadó tér)

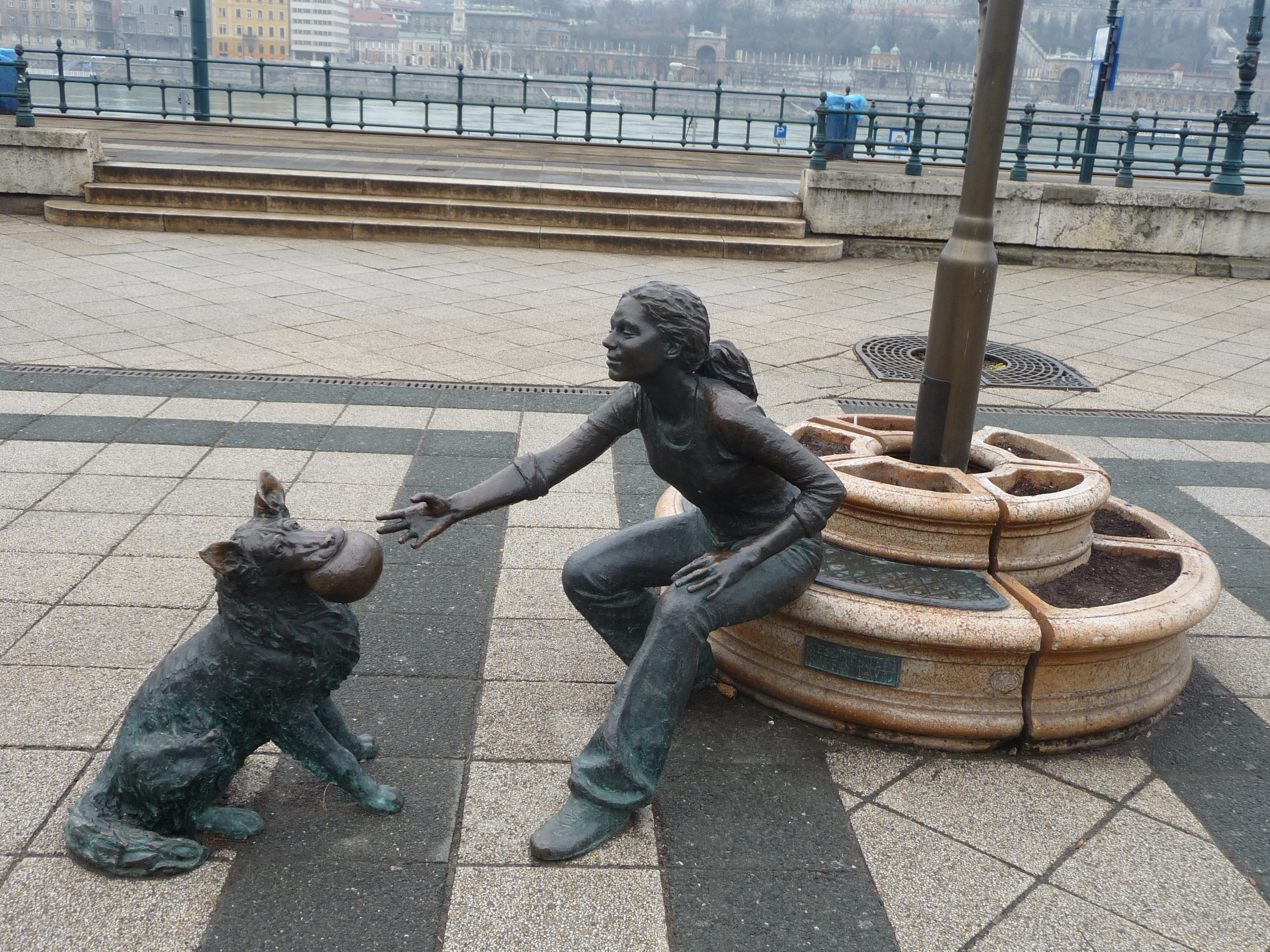

Raffay Dávid (Budapest, 1973. augusztus 8. –) magyar szobrászművész; több köztéri szobor alkotója.

## Élete
Édesapja Raffay Béla, édesanyja Korényi Dalma — mindketten szobrászművészek — nevelőapja Somogyi Győző festő és grafikus. Ő maga hároméves kora óta szobrásznak készült. A Képző- és Iparművészeti Szakközépiskolában, ahol 1991-ben érettségizett, Meszlényi János szobrászművész volt a tanára. Még abban az évben felvették a Képzőművészeti Főiskolára, ahol Kő Pál lett a  mestere. 1996-ban diplomázott; a diplomamunkája Tinódi Lantos Sebestyén lovasszobra (140x140x200cm) volt — a művet Dombóvárott állították fel. 1996-tól ’98-ig posztgraduális képzésen vettem részt.
2011-ben ötgyermekes családapa.

## Munkássága

### Egyéni kiállítások
- 1993 Révfülöp
- 1994 Nagykáta
- 2001 Tihany

### Csoportos kiállítások
- 1993 Balatoni Nyári Tárlat
- 1994 Pécs, „Szobormajális” (Első Magyar Látványtár)
- 1994 Zalaegerszegi Regionális Kisplasztikai Tárlat
- 1995 Mayen „Stein und Farben” (Lapidea, ADORF)
- 1996 43. Vásárhelyi Őszi Tárlat (Tornyai János Múzeum)
- 1997 Diszel „Kenyér és Rózsa” (Első Magyar Látványtár)
- 1997 Anglia, Bath „Lapi”
- 1997 Budapest, Eger „Fiú éve” (Szent Kristóf Art Alapítvány)
- 1998 Csongrád, Kő Pál Osztály
- 1998 Veszprém, „Sors, nyiss nekem tért” (Mestermű Galéria)
- 1998 Budapest, Eger, Kecskemét „Szentlélek éve” (Szent Kristóf Art Alapítvány)
- 1998 Zalaegerszegi Regionális Kisplasztikai Tárlat
- 2000 Budapest, Mezőgazdasági Múzeum, „Mezőgazdaság a képzőművészetben”
- 2000 Budapest, „A reménység 2000. éve” (Olajág Keresztény Művészeti Társaság)
- 2004 Veszprém, Veszprém Megyei Művész Céh

### Művésztelepek
- 1992 Diszel
- 1993 Heves
- 1994 Mayen, „LAPIDEA”
- 2002 Dunaharaszti
- 2007 Zalaszentgrót

## Köztéri szobrai
- 1994 Heves, Benedek Elek portréja (süttői mészkő, 60 cm)
- 1994 Grevenbroich, Kapuőrző oroszlán (kő, 100xl00xll0cm, az Esseni RWE Energie AG tulajdona)
- 2000 Dombóvár, Tinódi Lantos Sebestyén lovasszobra (bronz, 140 cm)
- 2001 Piliscsaba PPKE, Aquinói Szent Tamás (carrarai márvány, 250 cm / 960 cm)
- 2002 Salföld, útmenti feszület, 350 cm
- 2003 Budapest, Auguszt pavilon, Szarvasos kút (bronz, 200 cm)
- 2004 Ják, Jáki Nagy Márton (250 cm)
- 2005 Füle, Arató Mihály síremléke, 140 cm
- 2005 Balogunyom, katolikus templom, Szent József, 120 cm
- 2006 Zalavár, Szentháromság, 350 cm
- 2007 Budapest, Vigadó tér, Kutyás lány (bronz)